# Alagoinha (Paraíba)
Alagoinha é um município brasileiro localizado na Região Metropolitana de Guarabira, estado da Paraíba. Sua população em 2024 foi estimada pelo IBGE (Instituto Brasileiro de Geografia e Estatística) em 14.118 habitantes, distribuídos em 111 km² de área.

## História
O local onde hoje se situa o município de Alagoinha foi ponto de passagem de contrabandistas franceses, que por volta do século XVI passavam pela região, a procura do ouro na Serra da Copaoba. Na época, a região era habitada por índios Potiguaras.
Os primórdios do povoamento são atribuídos à construção de uma casa, em 1864 às margens de uma lagoa. Destinava-se a hospedagem dos tropeiros que se dirigiam para a grande feira de Mamanguape.
Outra versão, apresentada pelo historiador Coriolano Medeiros, a povoação foi fundada em 1870 por Luiz Honorato, que construíra ali a primeira residência e um estabelecimento comercial. A ele se juntaram outros pioneiros como o Tenente José Joaquim de Moura, o Capitão Firmino Alves Pequeno, o Capitão Francisco da Costa de Paula Pereira e José Luiz Beltrão.
O distrito de Paz de Alagoinha foi criado em 25 de outubro de 1921 através da Lei nº 533. Na divisão administrativa do Brasil, realizada em 1936, Alagoinha se apresentou como um distrito de Guarabira. Manteve-se nestas condições nas divisões dos anos 1937 e 1938, bem como no quinquênio 1939-1943.
A povoação foi declarada vila em 30 de março de 1938, pelo Decreto-Lei nº 1010. Em 31 de dezembro de 1943 teve sua denominação mudada de Alagoinha para Tauatuba, que em linguagem indígena significa "abundância de barro vermelho". Cinco anos depois (1948), um Projeto de Lei do deputado Hiati Leal, restaurou-lhe a antiga denominação. Após o movimento que resultou no retorno do nome inicial, começou o processo em prol da emancipação política. Com grande apelo popular e participação do ilustre Sr. Manoel Martins, a emancipação ocorreu em 3 de dezembro de 1953, através da Lei nº 979. A instalação oficial se deu em 30 de dezembro de 1953, com a posse do primeiro prefeito Dr. Geraldo Gomes Beltrão.

## Geografia
O município de Alagoinha está localizado na mesorregião do Agreste Paraibano situando-se, de forma mais precisa, na microrregião de Guarabira, distando a 89 km de João Pessoa.
Encontra-se entre os paralelos de 6º53’47” e 6º58’37” de latitude Sul e entre os meridianos de 35º28’06” e 35º32’39” de longitude oeste. Possui uma área de 87 km², limitando-se ao Norte com Cuitegi, ao Sul com Alagoa Grande e Mulungu, ao Leste com Mulungu e Guarabira e ao Oeste com Pilões, Areia e Alagoa Grande. A cidade é interligada aos municípios de Guarabira, Cuitegi e Alagoa Grande pela rodovia "Margarida Maria Alves" (PB 075) e a Mulungu pela rodovia PB 063. O acesso a Pilões é feito via Cuitegi e a Areia, via Alagoa Grande.
O município localiza-se na unidade geoambiental do Planalto da Borborema, com relevo movimentado.
O clima é ameno, com temperaturas que chegam a 14 °C no inverno e, em dias quentes, a 33 °C.
O município está inserido nos domínios da bacia hidrográfica do Rio Mamanguape e tem como principais tributários são os riachos Mumbuca e Poções. Conta com a barragem do Tauá. Os principais cursos d’ água no município têm regime de escoamento intermitente.